# Ação efetiva
Na teoria quântica de campos, a ação efetiva é uma expressão modificada para a  ação, que leva em conta as correções da mecânica quântica, na seguinte forma:
Na mecânica clássica, as equações de movimento podem ser derivadas a partir da ação pelo princípio de ação estacionária. Este não é o caso da mecânica quântica, onde as amplitudes de todos os movimentos possíveis são somados numa integração funcional. No entanto, se a ação é substituída pela ação efetiva, as equações de movimento para os valores esperados do vácuo dos campos pode ser derivada a partir da exigência de que a ação efetiva estar estacionaria.